# Dobra (Hunedoara)
Pour les articles homonymes, voir Dobra.
Dobra (en hongrois : Dobra) est une commune roumaine située dans le Județ de Hunedoara en Transylvanie.